# Joytime III
Joytime III là album phòng thu thứ ba của DJ người Mỹ và nhà sản xuất thu âm Marshmello. Nó được phát hành vào ngày 2 tháng 7 năm 2019, sớm hơn một ngày so với ngày phát hành dự kiến, ngày 3 tháng 7. Album có sự hợp tác với các nhà sản xuất Bellecour, Crankdat, Flux Pavilion, Slushii, Tynan, Wiwek, và Yultron. Joytime III cũng có giọng hát của A Day to Remember, Elohim, và chính Marshmello. Lil Aaron là một nhạc sĩ riêng cho các bài hát không. 2, 5 và 13 của album. Tất cả 13 bài hát đã được phát hành sớm thông qua một phát hành trò chơi video, quảng bá cả trò chơi và album.

## Các đĩa đơn
"Rescue Me", một hợp tác với ban nhạc Mỹ A Day to Remember, được phát hành dưới dạng đĩa đơn đầu tiên trong album vào ngày 14 tháng 6 năm 2019. "Room to Fall", một hợp tác với các nhà sản xuất Flux Pavilion và Elohim, đã được phát hành làm đĩa đơn thứ nhì ngày 27 tháng 6 năm 2019.

## Danh sách
Credits áp dụng từ Tidal.
| STT              | Nhan đề                                              | Sáng tác                                    | Nhà sản xuất             | Thời lượng |
| ---------------- | ---------------------------------------------------- | ------------------------------------------- | ------------------------ | ---------- |
| 1.               | "Down"                                               | Christopher Comstock                        | Marshmello               | 2:33       |
| 2.               | "Run It Up"                                          | Comstock Aaron Jennings Puckett             | Marshmello               | 2:23       |
| 3.               | "Put Yo Hands Up" (with Slushii)                     | Comstock Julian Scanlan                     | Marshmello Slushii       | 3:16       |
| 4.               | "Let's Get Down" (with Yultron)                      | Comstock Yulton Lee                         | Marshmello Yultron       | 2:42       |
| 5.               | "Sad Songs"                                          | Comstock Puckett                            | Marshmello               | 3:15       |
| 6.               | "Set Me Free" (with Bellecour)                       | Comstock Anthony Romera Alejandro Rodriguez | Marshmello Bellecour     | 3:03       |
| 7.               | "Room to Fall" (with Flux Pavilion featuring Elohim) | Comstock Joshua Steele                      | Marshmello Flux Pavilion | 3:01       |
| 8.               | "Angklung Life" (with Wiwek)                         | Comstock Wiwek Mahabali                     | Comstock Wiwek           | 3:09       |
| 9.               | "Earthquake" (with Tynan)                            | Comstock Kevin Hickey                       | Marshmello Tynan         | 2:28       |
| 10.              | "Falling to Pieces" (with Crankdat)                  | Comstock Christian Smith                    | Marshmello Crankdat      | 2:46       |
| 11.              | "Here We Go Again"                                   | Comstock                                    | Marshmello               | 3:06       |
| 12.              | "Rescue Me" (featuring A Day to Remember)            | Comstock Andrew Wade                        | Marshmello               | 3:57       |
| 13.              | "Proud"                                              | Comstock Puckett                            | Marshmello               | 3:11       |
| Tổng thời lượng: | Tổng thời lượng:                                     | Tổng thời lượng:                            | Tổng thời lượng:         | 38:48      |

## Bảng xếp hạng
| Bảng xếp hạng (2019)                          | Vị trí cao nhất |
| --------------------------------------------- | --------------- |
| Album Bỉ (Ultratop Vlaanderen)                | 103             |
| Album Bỉ (Ultratop Wallonie)                  | 131             |
| Album Canada (Billboard)                      | 53              |
| Album Hà Lan (Album Top 100)                  | 73              |
| Lithuanian Albums (AGATA)                     | 27              |
| Album Na Uy (VG-lista)                        | 19              |
| Album Thụy Điển (Sverigetopplistan)           | 50              |
| Album Hoa Kỳ Billboard 200                    | 50              |
| Album Hoa Kỳ Independent (Billboard)          | 29              |
| Album Hoa Kỳ Top Dance/Electronic (Billboard) | 1               |